# Brahim Zaibat
Brahim Zaibat, né le 6 septembre 1986 à Lyon, en Auvergne-Rhône-Alpes, est un danseur et chorégraphe de breakdance français.

## Biographie
Brahim Zaibat, né le 6 septembre 1986 à Lyon, en Auvergne-Rhône-Alpes, issu d'un père algérien et d'une mère française.
Il découvre le Breakdance à l'âge de 10 ans grâce à des amis. Il commence à danser aux abords de son HLM, ainsi que sous les arcades de l'Opéra de sa ville.
Zaibat entre d'abord dans un groupe de hip-hop nommé Baby Boom Crew.
En 2001, il fait partie du groupe Pockemon Crew. Deux ans plus tard, en 2003, il décroche son premier titre de champion du monde aux Battle of the Year. En 2004, il décroche deux titres de champion d’Europe, l’un en 8 contre 8 et l’autre en duo. En 2005, il rejoint comme danseur l’émission et la tournée de Star Academy chorégraphiées par Kamel Ouali et remporte également en duo avec le danseur Lilou, le Freestyle Session à Séoul. En 2006, il gagne le championnat anglais de BBOY avec son crew. Un an plus tard, il remporte, toujours avec son crew, le championnat mondial KB BBOY. Il quitte le Pockemon Crew en 2008 pour danser aux côtés des Allemands de Flying Step lors du Game convection. En 2008, Brahim Zaibat travaille avec Yann Abidi. En 2010, il décroche son dernier titre de champion du monde au Japon. Avec les années, Brahim Zaibat devient aussi chorégraphe.
En 2012, il danse aux côtés de Madonna au show de la mi-temps du Super Bowl XLVI à Indianapolis. L'événement est regardé par 114 millions de téléspectateurs, soit 3 millions de plus que le Super Bowl dans son ensemble, ce qui constitue un record. Cette année-là, il participe également à la tournée mondiale The MDNA Tour de la chanteuse.

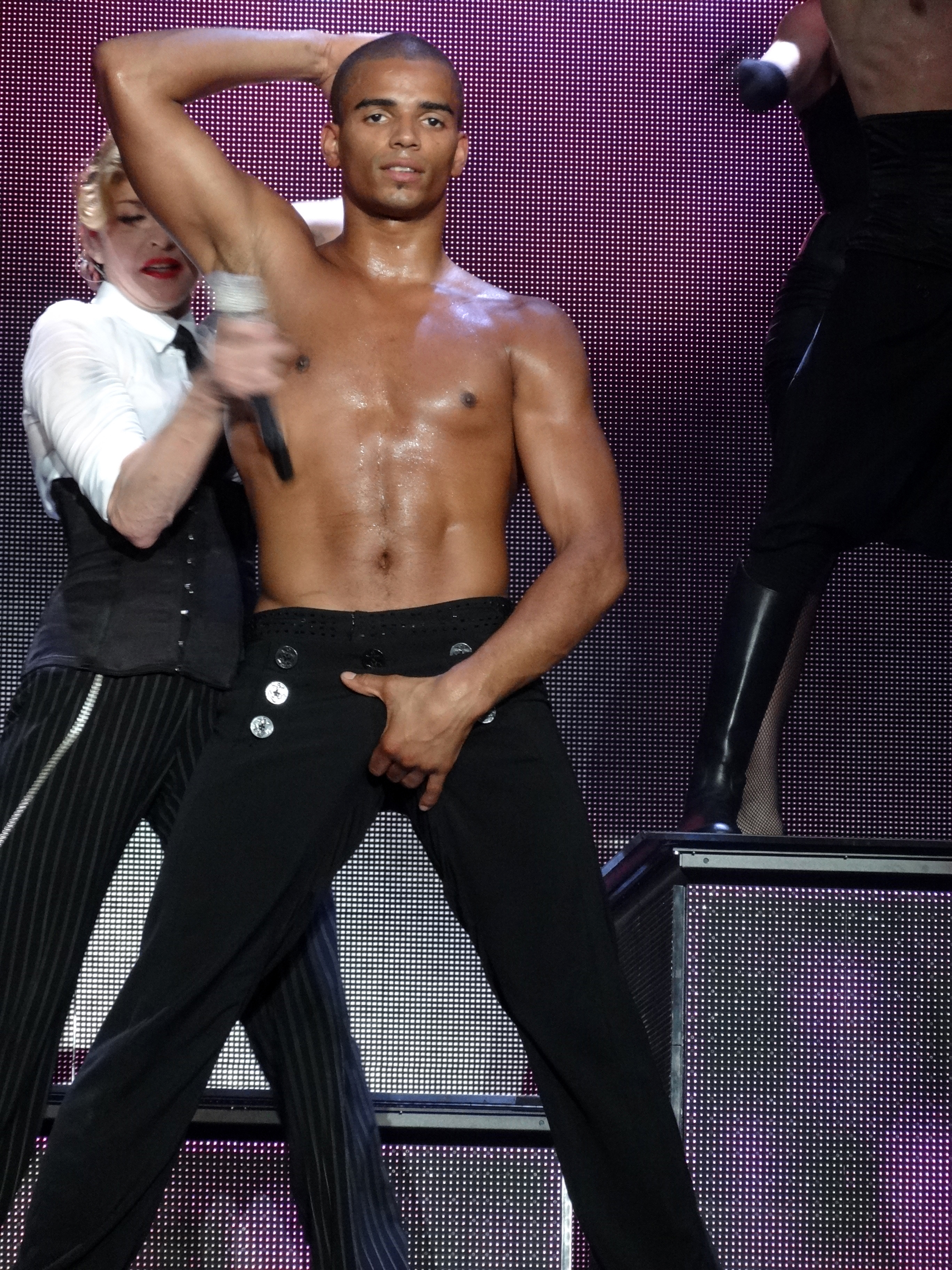
Brahim Zaibat pendant un concert de Madonna à Nice le 21 août 2012.

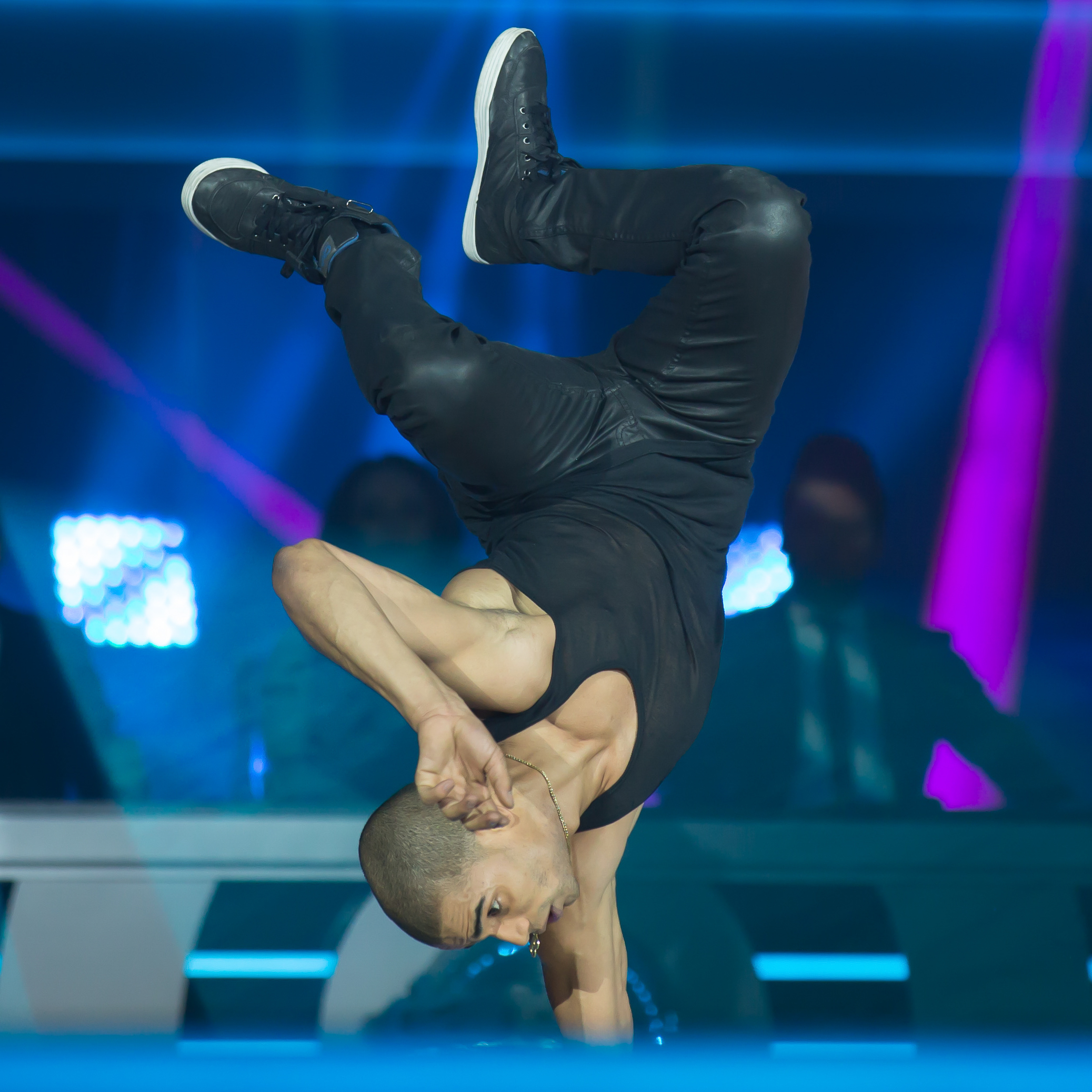
Brahim Zaibat au Galaxie d’Amnéville le 8 février 2014 lors de la tournée Danse avec les stars

En 2013, il devient le consultant artistique de la comédie musicale Robin des Bois.
À l'automne 2013, il participe à la quatrième saison de l'émission Danse avec les stars sur TF1, aux côtés de la danseuse Katrina Patchett, et termine deuxième de la compétition.
Lors de l'arbre de Noël de l'Élysée le 18 décembre 2013, il effectue sur scène une danse avec Valérie Trierweiler, alors compagne du président français François Hollande. Lors de l'émission Le Grand Journal de Canal+ le 20 décembre 2013, il annonce qu'il participera à la prochaine comédie musicale Les Trois Mousquetaires, pour laquelle il interprétera un des rôles principaux, et fera également partie de la direction artistique du spectacle. Le 27 janvier 2015, les premières images d'une vidéo promo annonce la sortie du premier clip qui lancera le spectacle musical Les Trois Mousquetaires dans lequel Brahim Zaibat jouera le rôle d'Athos. Le clip sort le 4 février 2015, la première du spectacle aura lieu le 29 septembre 2016.
À partir de janvier 2014, il entame la tournée de Danse avec les stars en France. Il annonce le 31 janvier 2014 le lancement de son spectacle Rock it All, produit par Claude Cyndecki de Cheyenne Productions, en tournée de fin octobre 2014 à début décembre 2014. Son spectacle est un succès, avec un écho très positif auprès du public et de la presse. La tournée comptera 23 représentations en France et en Belgique, avec notamment trois shows au Casino de Paris affichant complets. Ce spectacle est notamment nommé aux Prix de la Création musicale 2015 dans la catégorie « Création originale pour un spectacle ».
En mai 2014, à l'occasion du 67e Festival de Cannes, il dévoile sa collaboration avec la marque de haute joaillerie Edouard Nahum, en co-branding avec Defend Paris. Le 28 juin 2014, il participe comme candidat à l'émission Fort Boyard de France 2. Depuis l'été 2015, il en devient l'un des personnages en incarnant « Flexi Brahim » puis Brahim Zaibait dés 2016.
Le 12 décembre 2015, à la veille du second tour des élections régionales où le Front national était arrivé en tête au premier tour, il publie un selfie pris deux ans plus tôt avec Jean-Marie Le Pen, sans son consentement, alors endormi dans un avion sur un vol entre Nice et Paris. Le tweet porte la légende « Mettez-les KO demain en allant tous voter. Pour préserver notre France fraternelle !!! ». Il sera condamné. Le 10 juillet 2017, la cour d'appel confirme la condamnation et porte à 3 000 euros les dommages et intérêts provisionnels que Brahim Zaibat devra verser à Jean-Marie Le Pen, pour atteinte à la vie privée et au droit à l'image.
Il a également participé à l’émission The Island : Célébrités. Il y retrouve le chanteur Olivier Dion des Trois Mousquetaires.
Il tourne dans Let’s Dance réalisé par Ladislas Chollat et prévu pour 2019. Le 13 juillet 2018, il ne se présente pas à une interview en direct pour la promotion de ce film sur la chaîne BeIn Sport. Le journaliste Thomas Villechaize, alors en colère, qualifie le film de « pourri » et invite les gens à ne pas aller le voir.

## Vie privée
Brahim a été en couple avec Madonna. Ils se sont rencontrés lorsque Madonna lui a proposé de danser pour la promotion de sa ligne de vêtements Material Girl présentée chez Macy's à New York en septembre 2010. Le couple a rompu en décembre 2013,. Il est le cousin du rappeur franco-tunisien Swagg Man.

## Filmographie
- 2019 : Let's Dance de Ladislas Chollat : Youri
- 2020 : Draculi & Gandolfi de Guillaume Sanjorge : Un homme du sud[18]